# Municipio de Fallsbury
El municipio de Fallsbury (en inglés: Fallsbury Township) es un municipio ubicado en el condado de Licking en el estado estadounidense de Ohio. En el año 2010 tenía una población de 981 habitantes y una densidad poblacional de 15,24 personas por km².

## Geografía
El municipio de Fallsbury se encuentra ubicado en las coordenadas 40°12′30″N 82°14′13″O / 40.20833, -82.23694. Según la Oficina del Censo de los Estados Unidos, el municipio tiene una superficie total de 64.39 km², de la cual 64,31 km² corresponden a tierra firme y (0,12 %) 0,08 km² es agua.

## Demografía
Según el censo de 2010, había 981 personas residiendo en el municipio de Fallsbury. La densidad de población era de 15,24 hab./km². De los 981 habitantes, el municipio de Fallsbury estaba compuesto por el 97,15 % blancos, el 0,31 % eran afroamericanos, el 0,31 % eran asiáticos, el 0,61 % eran de otras razas y el 1,63 % eran de una mezcla de razas. Del total de la población el 1,12 % eran hispanos o latinos de cualquier raza.